# 杜芝站
杜芝站（韓語：두지역）是朝鮮民主主義人民共和國两江道金亨稷郡杜芝里的一個鐵路車站，属于北部内陆线。

## 历史
- 1988年8月3日，落成使用。

## 邻近车站
北部内陆线
五弯站 - 杜芝站 - 葡坪青年站